# أينور دوغان
أينور دوغان ( بالكردية Aynur Doğan,ئاینور دۆغان)، مغنية كردية اشتهرت كثيرا بأغانيها الفلكلورية. ولدت أينور دوغان في مدينة چمشگزک الواقعة بمحافظة تونجيلي في شرق تركيا .انتقلت دوغان في سنة 1992 مع عائلتها إلى مدينة إسطنبول وهناك درست الموسيقى والغناء في مدرسة ASM المتخصصة بالموسيقى والغناء. بدأت دوغان نشاطها الفني منذ عام 2002 م حين صدر أول البوم لها في تلك السنة. في سنة 2004 أطلقت أينور دوغان ألبومها الثاني بعنوان بنات الكورد (بالكردية: Keçe Kurdan).

## روابط خارجية
- أينور دوغان على موقع IMDb (الإنجليزية)
- أينور دوغان على موقع ألو سيني (الفرنسية)
- أينور دوغان على موقع ميوزك برينز (الإنجليزية)
- أينور دوغان على موقع ميوزك برينز (الإنجليزية)
- أينور دوغان على موقع أول موفي (الإنجليزية)
- أينور دوغان على موقع أول ميوزيك (الإنجليزية)
- أينور دوغان على موقع أول ميوزيك (الإنجليزية)
- أينور دوغان على موقع ديسكوغز (الإنجليزية)
- أينور دوغان على موقع كينوبويسك (الروسية)